# Глущенко Любов Михайлівна
Любов Михайлівна Глущенко (нар. 1909, село Олексіївка, тепер селище Олексієво-Дружківка Костянтинівського району Донецької області — ?) — українська радянська діячка, директор Катерино-Олександрівської початкової школи Костянтинівського району Сталінської області. Депутат Верховної Ради УРСР 3-го скликання.

## Біографія
Народилася у родині селянина-середняка. У 1933 році закінчила інститут соціального виховання.
У 1933—1935 роках — педагог Костянтинівської неповної середньої школи № 5 Донецької області. У 1935—1941 роках — вчитель Костянтинівської міської середньої школи № 11 Донецької (Сталінської) області.
Під час німецько-радянської війни літом 1941 року евакуювалася до міста Ворошиловграда.
З листопада 1943 року — завідувач (директор) Катерино-Олександрівської початкової (неповної середньої) школи Костянтинівського району Сталінської області.